# 普特珊维
白水牛仔少女（拉科塔语：Pte Ska Win/Pteskawin/Ptesanwi），又稱「白水牛女神」，是美國印地安人拉科塔族和蘇族神話中所登場的一名女神。在口耳相傳的传说中，她教導了拉科塔族人「七道神聖儀式」（Seven Sacred Rituals）。

## 故事
传说，在很久以前，发生了一次大饥荒。拉科塔酋长派出二名男子外出寻找食物。在路上二人看到远处有一个身影。当走近后，他们见到一位身着白衣的美丽女子。其中一人对她产生了欲望，他走到她身边，并告诉他的同伴，他想去拥抱该女子，如果她接受，他会要求她做妻子。而他的同伴提醒他，她似乎是一位神女，做任何亵渎神明的行为都是不明智的，但该男子没有听从同伴的忠告。
同伴看着他上前拥抱那位女子，这时，一团白雾升起，过了一会儿，烟雾消散，只剩下神秘的女人和一堆白骨。另一位男子被吓坏了，赶忙张弓搭箭，但那位女子示意他向前，告诉他不会有危险。当该女子讲拉科塔语时，这名年轻人发现她也是族人之一，于是便走上前去。当靠近她时，她指着地上刚才那位男子光秃秃的骨骸解释说，是疯水牛迫使该男子想要得到她，她已彻底毁灭了他。
男子更加害怕，又威胁要射杀她。这时，该女子说，她是神灵（瓦坎-wakan），他的武器不能伤害她。她进一步解释说，若按她的指示去做，将不会有任何灾难降临于他，他的部落也会变得更加繁荣。该男子答应照她的去做，并被告知返回村中告诉首领“黄立角”（Standing Yellow Horn）盖一间仪式用的棚屋，立28根柱子。一切照办之后，女人出现在村里，她取下圣包，告诉黄立角：“保存好这只圣包，永远爱护它，只有心地纯洁的人才可以见它。圣包里有只神圣烟斗，可以把你的声音传给大神，可以让你走遍大地。大地是你的祖母，也是你的母亲。你走在大地上的每一步都是对她的祈祷。”她还解释说烟斗的石制烟锅表面刻着一只小野牛，象征大地上的所有动物，烟斗的拇指烟筒象征正在生长的植物，烟斗上系着的“斑点鹰”(Spotted Eagle)的十二根羽毛象征所有的鸟类。
该女子的名字普特珊维（PtesanWi）译自“白水牛仔少女”。她教授拉科塔族七道神聖儀式，并送给他们一个圣物（chanunpa）或烟斗，这是所有供奉中最至圣的物品。而后她教导人们，并给予礼物，普特珊维离开时，许诺她将会回来。后来，该故事将她演变为渥赫佩女神。
当天主教传教士知道這段故事後，他們将圣母玛利亚和耶稣的故事与白水牛仔少女联系到一起。在今天，拉科塔基督徒的做法中玛利亚与普特珊维，耶稣与圣物已合为一体了。
普特珊维的故事与白水牛有联系。